# Zombi 2

Zombi 2 (no Brasil Zumbi 2 - A Volta dos Mortos e em Portugal Zombi 2 - A Invasão dos Mortos-Vivos), é um filme de terror de 1979 com temática zumbi dirigido por Lucio Fulci, também conhecido pelos títulos Zombie, Island of the Living Dead, Zombie Island, Zombie Flesh Eaters e Woodoo. É a mais notória obra de Fulci  e o tornou um ícone do gênero. Mesmo o título sugerindo ser esta a continuação de Zombi (o título italiano da produção de George A. Romero, Dawn of the Dead), os filmes não possuem qualquer ligação. Quando o filme foi lançado em 1979 foi brutalmente criticado por seu conteúdo extremamente sangrento, apontado pelo  Partido Conservador do Parlamento do Reino Unido.